# Menemerus pallescens
Menemerus pallescens är en spindelart som beskrevs av Wesolowska, van Harten 2007. Menemerus pallescens ingår i släktet Menemerus och familjen hoppspindlar. Inga underarter finns listade i Catalogue of Life.